# ویرو-یاگوپی
ویرو-یاگوپی (به لاتین: Viru-Jaagupi) یک منطقهٔ مسکونی در استونی است که در دهستان وینی واقع شده‌است. ویرو-یاگوپی ۴۰۴ نفر جمعیت دارد.